# Tiro al XVIII Festival olimpico estivo della gioventù europea
Le competizioni di ginnastica artistica al XVIII Festival olimpico estivo della gioventù europea si sono svolte dal 25 al 29 luglio 2025 a Skopje, in Slovenia

## Podi

### Ragazzi
| Evento                              | Oro            | Argento            | Bronzo               |
| Carabina ad aria compressa 10m solo | Toma Tadic     | Amir Memišević     | Konstantinos Sovolos |
| Carabina ad aria compressa 10m      | Ákos Márta     | Maksimilijan Žarić | Arseni Livantsou     |
| Pistola ad aria compressa 10m solo  | Climentii Ursu | Uroš Gajić         | Loris Quarta         |
| Pistola ad aria compressa 10m       | Climentii Ursu | Damyan Iliev       | Yuri Krautsou        |

### Ragazze
| Evento                              | Oro                 | Argento             | Bronzo            |
| Carabina ad aria compressa 10m solo | Theresa Schnell     | Anete Tukisa        | Elif Berfin Altun |
| Carabina ad aria compressa 10m      | Elif Berfin Altun   | Anastasija Zivkovic | Mia Grosch        |
| Pistola ad aria compressa 10m solo  | Alina Nestsiarovich | Gloria Sanchez      | Aneta Marečková   |
| Pistola ad aria compressa 10m       | Ezginur Türkmen     | Alina Nestsiarovich | Gloria Sanchez    |

### Misto
| Evento                              | Oro                                                          | Argento                                   | Bronzo                                   |
| Carabina ad aria compressa          | Serbia Anastasija Zivkovic Stefan Agović                     | Slovenia Lana Kužnik Maksimilijan Zaric   | Svizzera Emely Jaeggi Dorian Saillen     |
| Carabina ad aria compressa Hit/Miss | Comitato Nazionale Bielorusso Darya Chuprys Arseni Livantsou | Ungheria Csilla Ferik Ákos Márta          | Serbia Anastasija Zivkovic Stefan Agović |
| Pistola ad aria compressa           | Spagna Juan Miguel Robles Gloria Sanchez                     | Ucraina Ilya Lashch Yuliia Isachenko      | Italia Loris Quarta Alice Bruno          |
| Pistola ad aria compressa Hit/Miss  | Moldavia Climentii Ursu Alexandra Homutova                   | Azerbaigian Oleq Kerzhankin Leyli Aliyeva | Ucraina Ilya Lashch Yuliia Isachenko     |

## Medagliere
Nazione ospitante 
| Posiz. | Nazione                       | Oro | Argento | Bronzo | Totale |
| ------ | ----------------------------- | --- | ------- | ------ | ------ |
| 1      | Moldavia                      | 3   | 0       | 0      | 3      |
| -      | Comitato Nazionale Bielorusso | 2   | 1       | 2      | 5      |
| 2      | Turchia                       | 2   | 0       | 1      | 3      |
| 3      | Serbia                        | 1   | 2       | 1      | 4      |
| 4      | Spagna                        | 1   | 1       | 1      | 3      |
| 5      | Ungheria                      | 1   | 1       | 0      | 2      |
| 6      | Croazia                       | 1   | 0       | 0      | 1      |
| 6      | Germania                      | 1   | 0       | 0      | 1      |
| 8      | Slovenia                      | 0   | 2       | 0      | 2      |
| 9      | Ucraina                       | 0   | 1       | 1      | 2      |
| 10     | Azerbaigian                   | 0   | 1       | 0      | 1      |
| 10     | Bosnia ed Erzegovina          | 0   | 1       | 0      | 1      |
| 10     | Bulgaria                      | 0   | 1       | 0      | 1      |
| 10     | Lettonia                      | 0   | 1       | 0      | 1      |
| 14     | Italia                        | 0   | 0       | 2      | 2      |
| 15     | Austria                       | 0   | 0       | 1      | 1      |
| 15     | Grecia                        | 0   | 0       | 1      | 1      |
| 15     | Rep. Ceca                     | 0   | 0       | 1      | 1      |
| 15     | Svizzera                      | 0   | 0       | 1      | 1      |
| Totale | Totale                        | 12  | 12      | 12     | 36     |